# ميليسا مولر
ميليسا مولر (بالألمانية: Melissa Müller) (ولدت عام 1967) هي صحفية وكاتبة نمساوية.
وُلدت في فيينا. وبعد أن عملت كجليسة أطفال بعض الوقت في لندن، قررت أولاً أن تقوم بدراسة إدارة الأعمال والأدب الألماني. ثم عملت بعد ذلك في بعض الصحف والمجلات.
وفي منتصف تسعينات القرن العشرين، أصدرت كتاب أنه فرانك: السيرة الذي عرض على شكل مسلسل على شاشة هيئة الإذاعة الأمريكية.
وفي أثناء بحثها عن مشاريع لاحقة عن الفنانين أثناء الرايخ الثالث، تقابلت مع تراودل يونغه وقاما معاً بإصدار كتاب حتى الساعة الأخيرة الذي يحكي قصة حياة يونغه كسكيرتيرة هتلر الشخصية وقد تحول هذا الكتاب إلى فيلم سينمائي باسم السقوط (بالألمانية: Der Untergang).

## روابط خارجية
- ميليسا مولر على موقع IMDb (الإنجليزية)
- ميليسا مولر على موقع ألو سيني (الفرنسية)
- ميليسا مولر على موقع أول موفي (الإنجليزية)
- ميليسا مولر على موقع قاعدة بيانات الفيلم (الإنجليزية)
- ميليسا مولر على موقع كينوبويسك (الروسية)